# Новчићи у невестињском накиту Србије
Новчићи у невестињском накиту Србије били су према етнографским студијама део традиционалног женског накита и одевања у Србији и другим балканским земљама током 19. и почетком 20. века. Као декоративни декоративни елеменат новчићу су преобликовани у привеске за огрлице, минђуше или украсе за главу и груди. Накит од златних новчића углавном су поседовале и носиле имућније девојке и жене. Огрлица би се састојала од 4—5 или више дуката што је зависило од имовног стања онога ко их је носио. 

## Историјат
Обичај ношења накита од новчића код Срба имао је у прошлости двојаку улогу: естетску и симболичну. Коришћен је да улепша особу која га носи, али и што је посебна карактеристика накита од новчића да укаже на њен положај, сталеж и религиозну припадност. Симболика накита код жена имала је нарочито значење у периоду њене припреме за удају, када се значајно мењао њен друштвени статус.
Склапање брака представља један од најважнијих момената у животном циклусу сваког појединца. Брачна церемонија (као обред којим невеста прелаза из једног животног периода у други), за српску жену у прошлости одвијао се у три фазе и обухватао је три статуса:
- У првој фази, која траје до веридбе, односно удаје, жена има статус удаваче и морала је о томе да „обавести“ заједницу. Најречитији и најочигледнији начин да стави до знања да се њен девојачки живот завршава је путем начина украшавања. Удавача се тада облачила лепше од других младих девојака, китила се цвећем и носила богатији накит него остале жене.
- Друга фаза, свадбено украшавње (на сам дан свадбе невесте) требало је да нарочито истакне лепоти и богатство невестиног накита. Количина и вредност накита који се припремао за свадбу јасно је говорио о значају самог чина удаје и статуса невесте, када свака жена можда највише у животу блиста од среће и задовољства.

- Трећа фаза, прелазног стања за српску невесту у прошлости није било временски одређено. Трајала је до рођења детета, па и дуже. У том периоду тек удата невеста, стиче положај удате жене, који се у оквиру заједнице највише ценио, и зато она носи сав накит који је носила као девојка, али још богатији и раскошнији.

Секундарна употреба новчића, римског новца и других предмета римске материјалне културе као накита није одлика само невеста у средњем векау на централном Балкану, већ је појава карактеристична за све просторе некадашњег Римског царства током средњовековног периода,  али је за време владавине Османлија она код српских невести била у другом плану због страха од одузимања. 
Према истраживањима употреба римских новчића као накита доказана је на основу открића установљених у сеоским некрополама, које се датују од 10. до 15 века, са територије Србије. У анализираним женским гробови римски новчићи употребљени  су као декоративни елементи одеће покојнице - најчешће преобликовани у привеске на огрлицама.
Размишљајући о приликама у којима је жена у контексту средњовековног друштва на поростору Балканског полуострва уопште имала могућности да дође у посед предмета попут накита, може се доћи до закључка да је засигурно на то утицао моменат ступања у брак као једна од кључних фаза жениног друштвеног живота када су поклони овакве врсте невести били најпогоднији, укључујући и привеске од римског новца, као део наслеђа стеченог кроз размене које су се одигравале приликом ступања жене у брак, било кроз обичај даровања или кроз призму обичаја мираза.

## Значај накита од новчића
Невесте у Србији некада су обавезно китиле врат и груди огрлицама познатим под именом гердани, ђердани или нанизи. Посебно омиљени били су ђердани или дукати са нанизаним римским, аустријским, турским и српским сребрним или златним новцем, нанизани на вунени гајтан, текстилну и кожну траку, па и сребрни ланац. Овакве оглице од новца имале су понекад и оквир у средини за већу пару, која је представљала лепо украшени привезак.
Сврха накита за врат и груди била је приказивање визуелни идентитет младе, заштита младе против урока и злих мисли, и приказ материјаног стања девојке, што је био један од основних критеријума у избору брачног партнера.
Као визуелни идентитет младе
Већину овог накита жена у Србији добија као мираз и носи га на свадбеној церемонији. У овим околностима, накит од кованица има веома важну улогу, јер заузима централно место у младином визуелном идентитету.
Као предмет са апотропејском функцијом
Новчићи који се дају млади нису код српских жена вредновани само у економском смислу, већ су цењени и због својих апотропејских функција, јер се сматра да физичка својства новчића - снага метала или звецкање које производе када се млада помера - штите младу против урока и злих мисли.
Апотропејса функција новчића није карактеристична само за Србију, она је забележена у Енглеској током средњег века. У каснијим историјским периодима апотропејске моћи све више се приписују старим римским кованицама за које је сматрано да су поседовале већу моћ управо због своје старости.
Поред новчића, други важан предмет за младу са апотропејским моћима забележен у етнографији Балкана су и каури шкољке које су такође преобликоване у привеске.
Као део целокупног мираза
Накит који млада носи не представља целокупан мираз који јој се даје пре удаје. Остатак мираза пакује се у девојачку спрему која може имати још новца, а затим и постељину, одећу, намештај итд.
Понекад, али тек у скорије време, од половине 19. века па до данашњих дана, млада може добити део породичне земље у свој мираз. Након уласка младе у нову породицу, циљ је да се  накит од новчића, сачува за будућу кћер којој би се опет даривао као мираз. Тако је накит од новчића  У Србији постао део породичних драгоцености које се генерацијски наслеђују. Ипак, етнографске студије показале су да постоје изузеци, када се накит не наслеђује већ постаје део гробних прилога, и у следећим условима жена са сахрањује са делом накита који је добила као мираз:
- Ако умре пре него што се уда.
- Ако не постоје наследници и сл.[15]

## Папирни новац као невестињски накит
У посаво-тамнавским селима негде пред Други светски рат, неке девојке и невесте носиле су на грудима урамљени папирни новац (углавном хиљадарке), желећи да на тај начин покажу имовно стање породице којој припадају.